# Gilles Roth

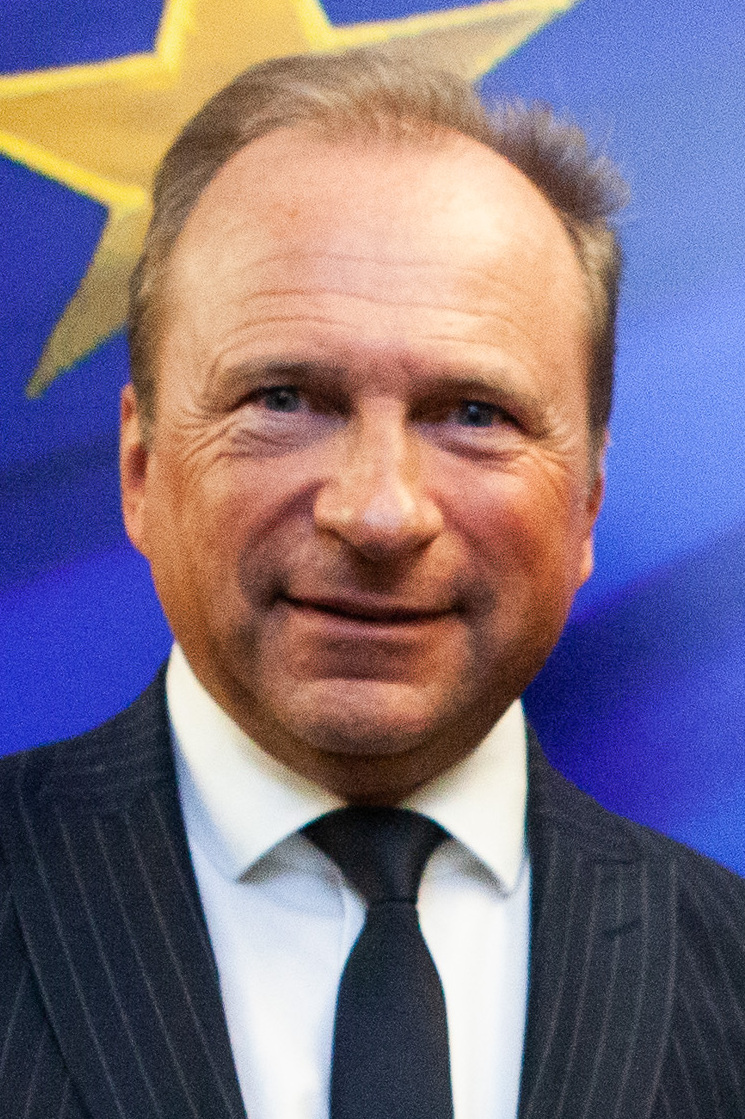
Gilles Roth im Januar 2024

Gilles Roth (* 1. März 1967 in Luxemburg) ist ein luxemburgischer Politiker der Chrëschtlech-Sozial Vollekspartei (CSV), der von 2007 bis 2023 Mitglied der Abgeordnetenkammer und von 2021 bis 2023 Vorsitzender der CSV-Fraktion war. Darüber hinaus war er von 2000 bis 2023 Bürgermeister der Gemeinde Mamer. Seit dem 17. November 2023 ist Gilles Roth luxemburgischer Finanzminister.

## Leben
Gilles Roth war nach einem Studium der Rechtswissenschaften als Oberregierungsrat im Finanzministerium tätig. Als Kandidat der Christlich-Sozialen Volkspartei CSV (Chrëschtlech-Sozial Vollekspartei) wurde er am 1. Januar 2000 Bürgermeister von Mamer, einer Gemeinde mit 10.000 Einwohnern im Kanton Capellen, und bekleidet dieses Amt seither. Er engagiert sich zudem als Präsident des Christlich-Sozialen Gemeinderäte CSG (Chrëschtlech Sozial Gemengeréit), als Erster Vizepräsident des Interkommunalen Interessenverbandes SYVICOL (Syndicat intercommunal à vocation multiple des villes et communes luxembourgeoises pour la promotion et la sauvegarde d’intérêts communaux généraux), als Vizepräsident des Interkommunalen Interessenverbandes ZARO (Syndicat intercommunal pour la création, l’aménagement, la promotion et l’exploitation d’une zone d’activités économiques à caractère régional dans la région de l’ouest du pays) sowie als Vorstandsmitglied des Interkommunalen Interessenverbandes SIDOR (Syndicat intercommunal pour la gestion des déchets en provenance des ménages et des déchets assimilables des communes des cantons de Luxembourg, d’Esch et de Capellen).
Roth rückte für die CSV am 24. April 2007 als Mitglied der Abgeordnetenkammer (Chamber) nach und wurde bei den darauf folgenden Kammerwahlen am 7. Juni 2009, am 20. Oktober 2013 und am 14. Oktober 2018 im Wahlbezirk Süden jeweils wiedergewählt. Während seiner Parlamentszugehörigkeit war er unter anderem zwischen dem 16. November 2011 und dem 6. Oktober 2013 Vorsitzender des Rechtsausschusses (Commission juridique) und danach vom 5. Dezember 2013 bis zum 30. Oktober 2018 Vize-Vorsitzender des Innenausschusses (Commission des Affaires intérieures). Zwischenzeitlich war er als Nachfolger von Marc Spautz vom 2. Mai bis zum 6. Oktober 2013 erstmals Vorsitzender sowie danach zwischen dem 21. Januar 2014 und dem 30. Oktober 2018 Vize-Vorsitzender der CSV-Fraktion. Im November 2015 zog er sich aus der Arbeitsgruppe der Regierung zurück, die sich mit der geplanten Reform der Grundsteuer befasste.
Er ist seit dem 1. Juli 2022 erneut Vorsitzender der CSV-Fraktion in der Abgeordnetenkammer, nachdem er zuvor seit April 2021 mit Martine Hansen gemeinsam Co-Präsident der Fraktion war. Zugleich ist er seit dem 6. Dezember 2018 Vize-Vorsitzender des Justizausschusses (Commission de la Justice). Als Fraktionsvorsitzender forderte er im Rahmen der Haushaltsdebatte 2022 die Regierung auf, die breite Mittelschicht entlasten und steuerliche Maßnahmen zur Sicherung der Kaufkraft. Des Weiteren ist er seit dem 31. März 2022 Vize-Vorsitzender des Sonderausschusses „Tripartite“, eine wirtschafts- und sozialpolitische Institution in Luxemburg, die als grundlegend für das sogenannte „Luxemburger Modell“ gilt. Im engeren Sinne ist sie eine konjunkturpolitische Verhandlungsrunde, an der Patronat („Arbeitgeber“), Gewerkschaften sowie Regierungsvertreter gleichermaßen teilnehmen, um einen Konsens über die Diagnose der aktuellen wirtschaftlichen Situation sowie die Perspektiven für die wirtschaftliche Entwicklung des Landes herzustellen.
Im Zuge der Regierungsbildung im Herbst 2023, wurde Gilles Roth zum Finanzminister ernannt.